# Serious Sam Advance
Serious Sam Advance (conhecido como Serious Sam na América do Norte) é um jogo eletrônico spin-off da série Serious Sam, lançado para Game Boy Advance. O jogo se passa no Egito e em Roma, possui um estilo gráfico diferente dos outros jogos da série, mas diversos inimigos e armamentos retornam de The First Encounter e The Second Encounter.
O jogo introduz vários novos, exclusivos inimigos e armas. A história gira em torno de Sam indo de volta ao tempo novamente, já que um grupo de pessoas estudando civilizações antigas na Terra encontram novas forças do exército híbrido de Mental, o antagonista da série. Sam tem que retornar para o Egito primeiro, e então prosseguir a Roma, enfrentando hordas de inimigos no caminho. Os chefes do jogo (cada um deles enfrentado no fim de cada região) são dois comandantes semelhantes com aparência licântropa: Sirian Sphinx (Egito) e Wolfiator (Roma). Com a derrota deste último, Sam Stone, novamente vitorioso, retorna ao seu tempo.

## Recepção crítica
Serious Sam Advance foi criticado por ambos os críticos e os fãs, devido aos seus gráficos mal estruturados, controles ruins e jogabilidade fraca.